# Осигири, Мисаки
Мисаки Осигири (яп. 押切 美沙紀; род. 29 сентября 1992, Хоккайдо, Хоккайдо) — японская конькобежка, 2-кратная серебряный призёр чемпионата мира, участница Олимпийских игр 2014, 2018 и 2022 года.

## Спортивная биография
Мисаки Осигири начала кататься на коньках в первом классе начальной школы в возрасте 6 лет, а занялась конькобежным спортом потому что этот вид спорта был популярен в городе, где она выросла. В возрасте 13 лет стала участвовать в соревнованиях на местном уровне. В 3-м классе средней школы она выиграла соревнование среди младших школьников Хоккайдо на дистанции 500 м. В 2010 году на юниорском чемпионате Японии в многоборье стала серебряным призёром и попала на чемпионат мира среди юниоров, где выиграла "серебро" в командной гонке, повторив этот результат через год. В 2011 году выиграла японский юниорский чемпионат в многоборье и присоединилась к команде "Fujikyu"
На олимпийском отборе в Нагано Мисаки заняла 3-е место в забеге на 1500 м и прошла квалификацию на игры 2014 года на этой дистанции. В феврале 2014 на зимней Олимпиаде в Сочи заняла 22-е место в забеге на 1500 м и 4-е место в командной гонке. После игр у неё был спад и весь следующий сезон провела слабо, однако уже в 2016 году впервые выиграла дистанцию 1500 м на чемпионате Японии, следом на Кубке мира в Калгари заняла 2-е место в командной гонке, а на 3-м этапе в Солт-Лейк-Сити стала 3-й в масс-старте.
На 3-м этапе Кубка мира в Инцелле стала первой в командной гонке и в Херенвене на 4-м этапе одержала победу в масс-старте. Следом выиграла серебряную медаль в многоборье и бронзовую медаль в спринте на чемпионате Японии. В феврале дебютировала на чемпионате мира в Коломне завоевала с партнёршами серебряную медаль в командной гонке, и заняла 11-е место на дистанции 1500 м и в масс-старте.
В марте 2016 года Мисаки заняла 5-е место на чемпионате мира в классическом многоборье в Берлине. В сезоне 2016/17 она стала 2-й в многоборье на Всеяпонском чемпионате и на чемпионате мира в Канныне выиграла вновь "серебро" в командной гонке. Также участвовала на 8-х зимних Азиатских играх в Саппоро выиграла "золото" в командной гонке и "серебро" в забеге на 1500 м.
Чемпионат мира 2017 года в Хамаре она пропустила из-за травмы паха. В сезоне 2017/18 Осигири неожиданно выиграла отбор на олимпиаду на дистанции 5000 м и на зимней Олимпиаде в Пхёнчхане заняла 9-е место в забеге на 5000 м. После олимпиады она решила уйти из спорта из-за травм и других причин, но в октябре 2020 года вернулась для участия в олимпиаде 2022 года и сразу выиграла на дистанции 3000 м. На чемпионате Японии 2021 года трижды была в призах и в олимпийском отборе в декабре заняла 1-е место на дистанции 5000 м.
В феврале 2022 года на зимней Олимпиаде в Пекине Мисаки поднялась на 8-е место на дистанции 5000 м. После олимпиады Мисаки ушла в тень, обещав сообщить о своём уходе из спорта.

## Личная жизнь
Мисаки Осигири окончила начальную школу Накасацунай, среднюю школу Томакомай. Мисаки любит читать и путешествовать. Её младшая сестра Мария Осигири участвовала в соревнованиях по бобслею и представляла Японию на чемпионате мира 2017 года в Кёнигзее. Отца зовут Тосинори, а мать - Харуми.